# Карлсон

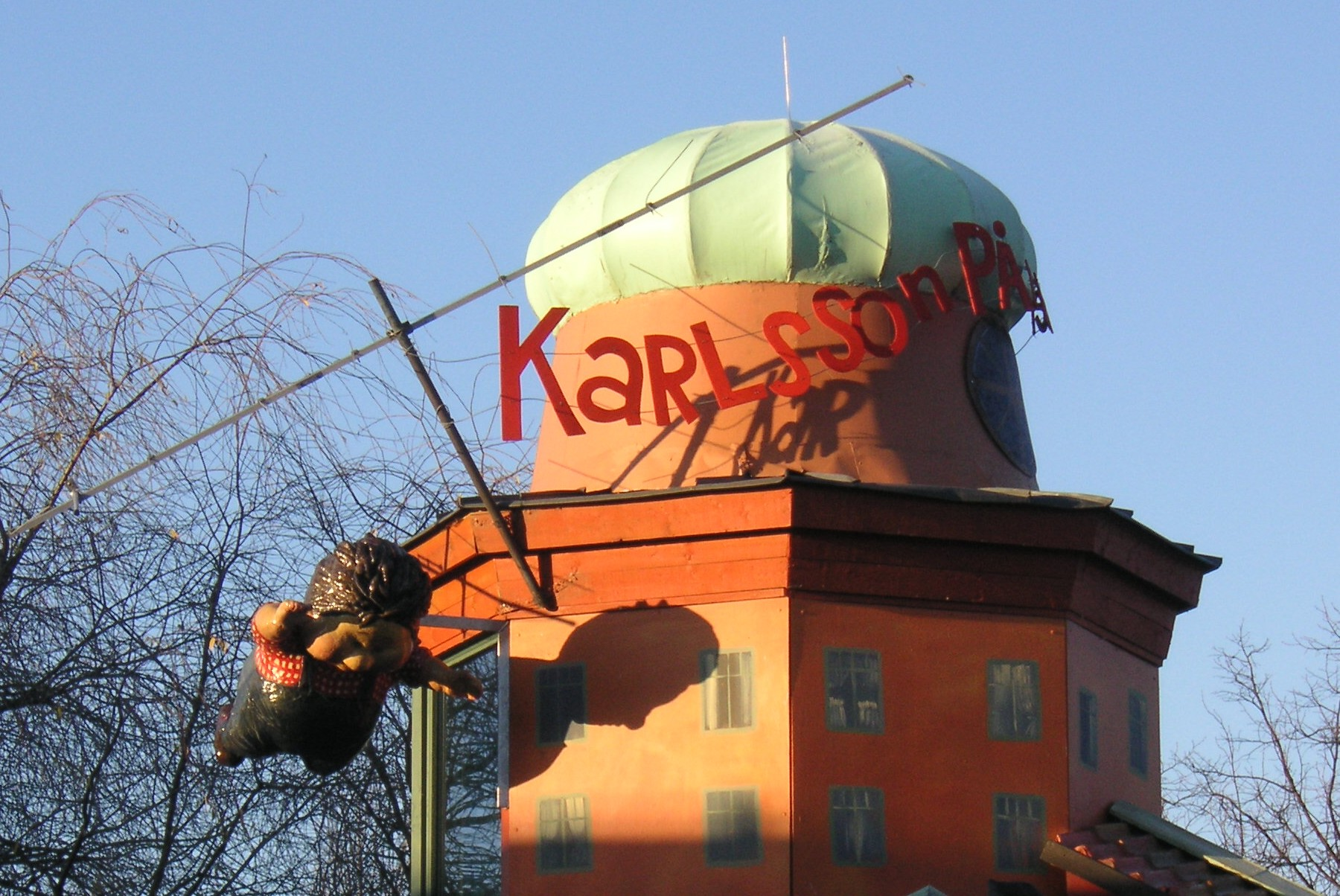
Карлсон, который живёт на крыше в стокгольмском музее Юнибаккен

Ка́рлсон (швед. Karlsson) — литературный персонаж, созданный шведской писательницей Астрид Линдгрен. Наряду с Малышом является центральным персонажем трилогии «Малыш и Карлсон, который живёт на крыше» (1955), «Карлсон, который живёт на крыше, опять прилетел» (1962), «Карлсон, который живёт на крыше, проказничает опять» (1968).
Способен летать благодаря пропеллеру за спиной. Карлсон живёт в маленьком домике, спрятанном за большой дымовой трубой, на крыше многоквартирного дома в Стокгольме, в районе Васастан, где жила сама Астрид Линдгрен.

## Персонаж
В Швеции фамилия Карлсон — третья по распространённости: в 2008 году был зарегистрирован 201 681 носитель этой фамилии. Поэтому название повести для шведа звучит примерно так же, как для русского человека «Кузнецов, который живёт на крыше». В книгах имя Карлсона не упоминается, в ответ на вопрос Малыша как его имя, он отвечает: «просто Карлсон и всё».
Прототипом Карлсона, по словам самой Линдгрен, был господин Лильонкваст из её же раннего рассказа «В Сумеречной стране», однако персонаж был более приветливым по сравнению с Карлсоном, а тема рассказа — намного более мрачной. Другие возможные прототипы, использованные Линдгрен для образа Карлсона — домовой Крошка Нильс Карлсон из её одноимённой сказки и «член Общества эльфов, лепреконов, гномов и маленьких человечков» мистер О’Мэлли из популярных американских комиксов 1940-х годов о мальчике Барнаби Бакстере.

### Характер
Карлсон описывается как «маленький толстенький самоуверенный человечек» и представляет собой достаточно эгоистичное лицо с ярко выраженными чертами трикстера. Сам он представляется как «красивый, умный и в меру упитанный мужчина в самом расцвете сил» (швед. en vacker och genomklok och lagom tjock man i sina bästa år). Карлсон уверен, что родителям Малыша будет очень приятно с ним познакомиться.
Карлсон очень любит себя похвалить и говорит о своих умениях только в превосходной степени. С его слов выходило, что он лучший в мире специалист по паровым машинам, лучший в мире рисовальщик петухов, лучший в мире мастер скоростной уборки комнат, лучший в мире специалист по тефтелям, лучший в мире строитель, лучший в мире мастер на всевозможные проказы, лучший в мире бегун, самый тяжёлый больной в мире, лучший в мире шутник, лучшая в мире нянька, лучший в мире пожарный, лучший в мире выдумщик, лучшее в мире привидение, лучший в мире собаковод, лучший в мире фокусник, лучший в мире внук. На родине, в Швеции, Карлсона не любят, считая его «хамом, эгоистом, обманщиком, хвастуном и подстрекателем».
Любил гулять вечерами по крышам и подшучивать над людьми, жившими в мансардах, при этом он никогда не повторял одну шутку дважды. Карлсон часто платит за вещи, которые берёт без спроса, монетками в 5 эре.
Любимые присказки Карлсона — «Спокойствие, только спокойствие» («Lugn, bara lugn») и «Пустяки, дело житейское» («Det är en världslig sak»). Он произносит их, когда что-нибудь разобьёт или сломает.

### Способность к полёту
Карлсон умеет летать: «На самолётах и вертолётах летать могут все, а вот Карлсон умеет летать самостоятельно. Стоит ему только нажать кнопку на животе, как у него за спиной тут же начинает работать хитроумный моторчик. С минуту, пока пропеллер не раскрутится и не разгонится как следует, Карлсон стоит неподвижно, но когда мотор разогреется и заработает вовсю, Карлсон поднимается вверх и летит, слегка покачиваясь, с таким важным и достойным видом, словно какой-нибудь директор, — конечно, если можно себе представить директора с пропеллером за спиной». Несмотря на отсутствие каких-либо средств руления и противодействия реактивному моменту, Карлсон может свободно перемещаться по воздуху, зависать и ловко маневрировать.

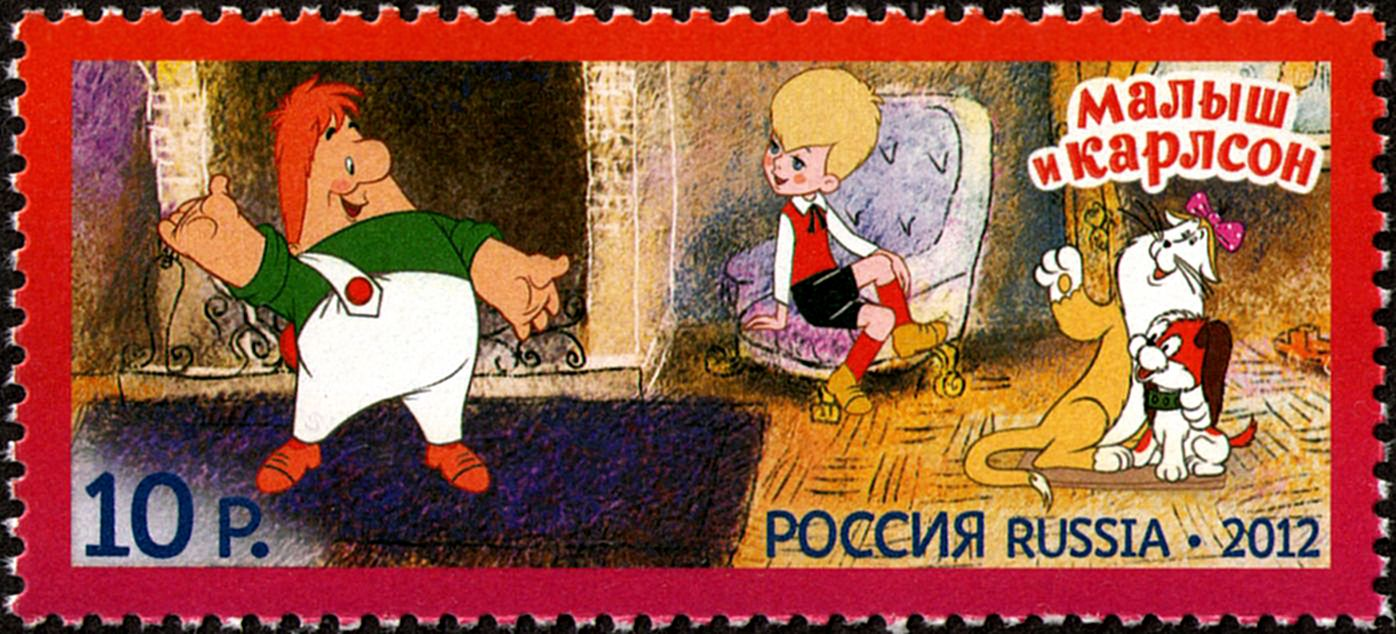
Советские мультипликационные фильмы. Малыш и Карлсон. 1968 («Малыш и Карлсон»), 1970 («Карлсон вернулся»). Союзмультфильм. Режиссёр Б. П. Степанцев. Почтовая марка России

В средствах массовой информации, заинтригованных феноменом Карлсона, его сначала именовали «летающим бочонком». Интересно, что точно так же (Flygande tunnan — летающая бочка) назывался состоявший в 1950—1965 годы на вооружении ВВС Швеции реактивный истребитель SAAB 29.
У Карлсона есть глушитель, который он использует, чтобы не шуметь, когда летает в качестве привидения. Во второй книге упоминается, что в обычной ситуации мотор Карлсона издаёт звук, в точности соответствующий звуку вертолёта, что отметил и корреспондент с телевидения, когда был у Свантесонов в доме и пригласил фрекен Хильдур Бок для участия в кулинарном шоу.

### Дом Карлсона
Карлсон жил в маленьком домике на крыше, который был спрятан за большой дымовой трубой, поэтому этот домик никто не видел. Это был «очень симпатичный домик с зелёными ставенками и маленьким крылечком». К домику была прибита табличка: «Карлсон, который живёт на крыше». «В домике Карлсона было очень уютно — это Малыш сразу заметил. Кроме деревянного диванчика, в комнате стоял верстак, служивший также и столом, шкаф, два стула и камин с железной решёткой и таганком. На нём Карлсон готовил пищу».

## В культуре
- В России также широко известны иллюстрации художника и мультипликатора Анатолия Савченко.
- Песня барда Олега Медведева «Карлсоны».
- Карлсону посвящена песня «Толстый Карлсон» советского ВИА «Поющие гитары», записанная в 1971 году. Песня является кавер-версией легендарного хита «Yellow River» британской поп-рок-группы Christie, вышедшего годом ранее. Русский текст был написан тогда ещё малоизвестным поэтом Ильёй Резником.
- В 1988 году на первых «Рождественских встречах» Аллы Пугачёвой состоялась премьера песни «Трубочист» (автор Олег Газманов) в исполнении Родиона Газманова. В этой песне Карлсон упоминается как сказочный персонаж:

Трубочист, трубочист
Ты меня научи,
Как волшебником стать
И как Карлсон летать...
- Песня «Карлсон» певца Витаса с альбома «Философия чуда» 2001 года.
- 1 апреля 2005 года в России была выпущена на 2 CD компьютерная игра «Карлсон, который живёт на крыше» (разработчик: Gammafon; локализатор: Snowball), созданная по книге Астрид Линдгрен и разработанная при участии её семьи для детей 5-12 лет[15]. Роли озвучивали: Василий Ливанов (Карлсон), Лариса Брохман, Сергей Бурунов, Татьяна Весёлкина, Наталья Литвинова, Александр Пожаров, Ольга Шорохова.
- В 2018 году в прокат вышел полнометражный шведско-датский фильм «Быть Астрид Линдгрен» (швед. Unga Astrid), где упоминается Карлсон.